# Töging am Inn
Töging am Inn là một đô thị thuộc huyện Altötting bang Bayern nước Đức.